# MS Mediterranean Sky
Az MS Mediterranean Sky görög üdülőhajó volt. Arról híres, hogy 2003-ban Görögország partjainál felborult, roncsa a mai napig ott hever, és nagy turistalátványosságnak számít.

## Története
Az 1952-ben Newcastle-ben épült hajó eredeti neve City of York volt. A Vickers-Armstongs cég által épített hajó bruttó tonnatartalma (GT) 16 533 tonna, míg hordképessége (DWT) 11 582 tonna volt. A hajó 164 méter hosszú volt, az első osztályon 107 utast tudott szállítani.
Az utasszállító hajó egészen 1971-ig szolgált Angliában, mígnem eladták egy görög magánszemélynek, Michael Karageorgisnak, aki komppá tervezte átalakítani a hajót, ekkor nevezték át Mediterranean Sky-ra. Végül a tervből nem lett semmi. Egészen 1975-ig kihasználatlanul állt a patrasi kikötőben, majd egy kis felújítás és festés után újra luxushajóként üzemelt és turistákat utaztatott.
A luxushajó rengeteget ingázott az Adriai- és a Földközi-tengeren, turisták tízezreit szállította. Utolsó útjára 1996 augusztusában indult, ekkor Brindisiből Patrasba hajózott. A cél az volt hogy elvégezhessék rajta a szükséges állagmegóvást és kicsit rendbe hozzák. Végül a hetekből hónapok, a hónapokból évek lettek.
A patrasi kikötőben horgonyzó, funkció nélküli hajót 1997-ben végleg kivonták a forgalomból, majd két évre rá elvitték az Eleusis-öbölbe.

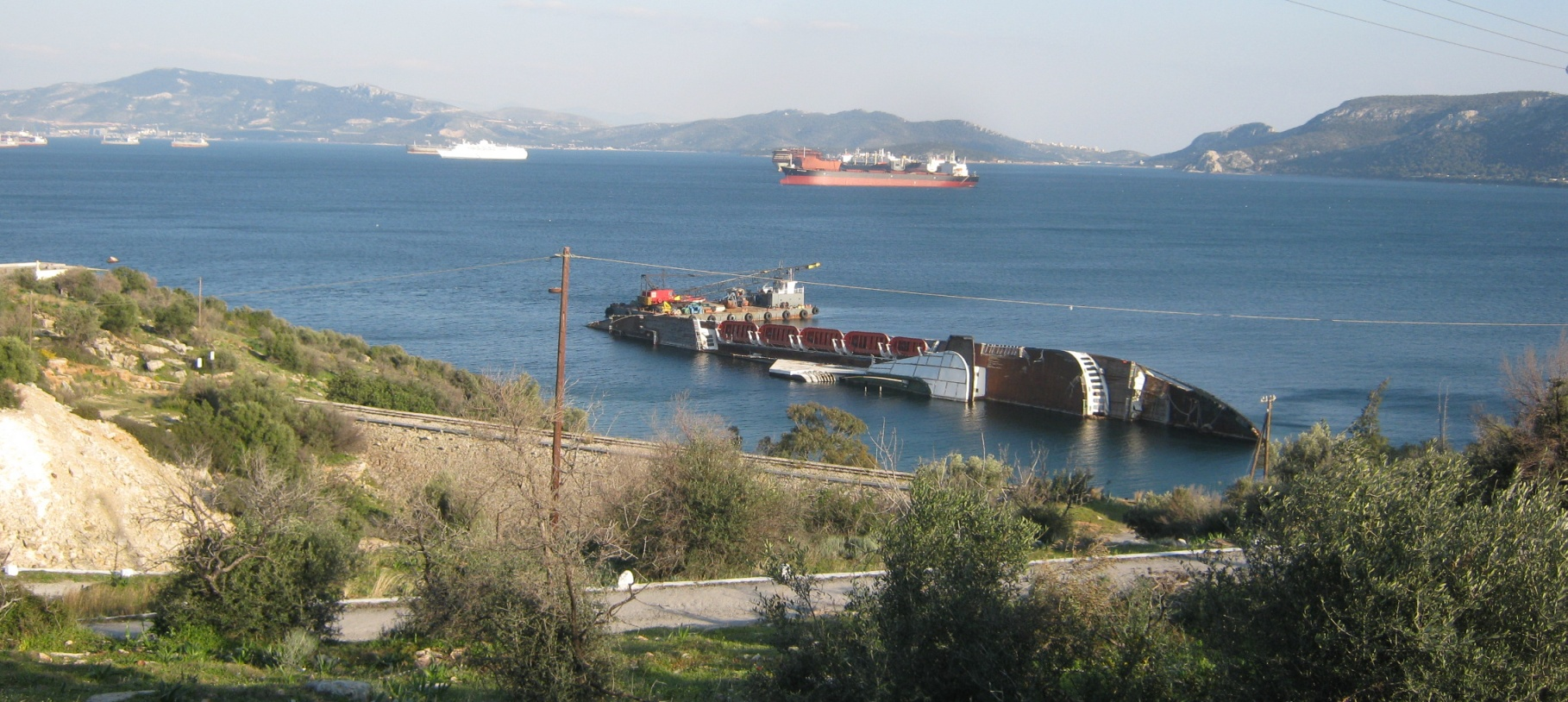
A felborult hajó

2002-ben víz kezdett szivárogni a hajótestbe, ekkor átvontatták egy sekélyebb partszakaszra, de 2003-ban az oldalára dőlt és elsüllyedt. A partközelben lévő alacsony vízállás miatt a Mediterranean Sky kilátszik a vízből, nem mindennapi látványt nyújtva az odalátogatóknak.
A nagy turistalátványosságnak számító hajót a helyiek csak „Sziesztázó hajó”-nak hívják.